# Eyecatch
Un eyecatch (アイキャッチ?, aikyacchi) è una scena o illustrazione usata per dare inizio e fine ad un'interruzione pubblicitaria in un programma televisivo giapponese, usato specialmente negli anime e nei tokusatsu. In Giappone, il termine eyecatch indica qualsiasi bumper pubblicitario.
Gli eyecatch in genere durano dai 2 ai 5 secondi, spesso nei programmi per bambini si presentano più lunghi e più elaborati mentre nei programmi per adulti possono consistere semplicemente in uno sfondo nero con il logo del programma.

## Eyecatch in Italia

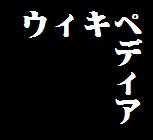
Riproduzione dell'eyechatch di Neon Genesis Evangelion

In Italia vengono quasi sempre rimossi nella trasmissione televisiva o lasciati solo per la pubblicazione in VHS/DVD/Blu-ray; infatti in Italia, per la legge 223 del 6 agosto 1990 vige il divieto di trasmettere pubblicità durante i cartoni animati; tale normativa è stata in seguito modificata dalla legge 122 del 30 aprile 1998, restringendo il divieto ai soli programmi per bambini inferiori ai 30 minuti di durata. Attualmente vi è discordanza tra le emittenti televisive riguardo alla possibilità di trasmettere pubblicità durante i cartoni animati; in generale ciò non avviene e, di conseguenza, viene rimossa la maggior parte degli eyecatch presenti nei cartoni animati trasmessi in TV.
Fanno eccezione alcuni anime in cui gli eyecatch vengono mantenuti, nonostante non siano interrotti dalla pubblicità, perché importanti per dare informazioni sulla trama, come quelli di Death Note, e altri anime in cui vengono mantenuti comunque, come Sfondamento dei cieli Gurren Lagann, Soul Eater, Cardfight!! Vanguard e Dragon Ball Z (per quest'ultimo furono mantenuti soltanto per alcuni episodi dell'arco di Freezer).
Esistono inoltre dei casi particolari presenti nelle versioni internazionali di alcuni anime importati in Italia, come ad esempio Beyblade Burst, il quale ha degli eyecatch differenti da quelli della versione originale giapponese, e Battle B-Daman che mostra un solo eyecatch anziché dei consueti due, spostandolo in un punto diverso dalla metà dell'episodio; anche in questa occasione, le immagini mostrate sono differenti dalla versione originale e viene riutilizzato un breve spezzone tratto dalla sigla iniziale giapponese della serie. Altro caso particolare è quello di Power Stone che ne presentava addirittura tre, sempre diversi dagli originali, i quali mostravano delle brevi scene tratte dalla prima sigla di chiusura giapponese oppure direttamente dagli episodi, i quali venivano impiegati dopo il riassunto degli eventi precedenti, a metà della trasmissione e prima della sigla finale.
Nelle prime trasmissioni su Rete 4 di Sailor Moon, precisamente delle serie S, SuperS e Sailor Stars, furono mantenuti gli eyecatch a metà episodio, anche se con delle modifiche atte a non far vedere i kanji presenti su di essi e con l'accompagnamento della voce di uno dei personaggi che recitava una breve frase. Nelle repliche successive invece furono regolarmente rimossi e poi reinseriti nei DVD editi da Dynit, dove però erano presenti nella loro versione originale priva di voci aggiuntive o tagli video.
Nella serie Pokémon gli eyecatch sono stati mantenuti anche nell'edizione internazionale, tuttavia nella versione italiana sono stati tagliati tranne che nell'episodio 204; successivamente sono stati reintegrati a partire dall'arco narrativo di Nero e Bianco in poi dove vengono regolarmente doppiati in italiano.
Nella versione pubblicata in DVD da Mondo Home Entertainment ed in quella trasmessa dalla televisioni locali di Love Hina, venne mantenuta l'immagine dell'eyecatch posta a metà dell'episodio ma con una breve transazione, contrariamente l'edizione trasmessa su Man-ga nel 2018 e quella home video edita da Yamato Video lasciavano la sequenza originale priva di modifiche.
Un caso singolare invece riguarda la prima serie di Yui - Ragazza virtuale, dove sono stati mantenuti e doppiati in italiano solo per alcuni episodi, in quanto si trattava di strisce a fumetti, mentre quelli della seconda serie furono tagliati.
Interessante è stato il riutilizzo degli eyecatch fatto da Telemontecarlo durante la prima trasmissione delle prime serie di Ranma ½, dove venivano riciclati e usati per introdurre le anticipazioni degli episodi.
Un altro caso simile fu quello di Lisa e Seya - Un solo cuore per lo stesso segreto dove vennero riutilizzati per mostrare il titolo dell'episodio.